# 129 км
129 км (рос. 129 км) — селище у складі Томського району Томської області, Росія. Входить до складу Октябрського сільського поселення.

## Населення
Населення — 5 осіб (2010; 3 у 2002).
Національний склад (станом на 2002 рік):
- росіяни — 100 %